# Musikkapelle
Unter einer Kapelle versteht man abgeleitet von der Bedeutung eines Sakralbaus auch ein musikalisches Ensemble. Die Bedeutung des Begriffs hat sich seit dem frühen Mittelalter stetig gewandelt.
Die ursprüngliche Bedeutung des Wortes capella oder cappella bezieht sich ausgehend von der Reliquie des heiligen Martin (Diminutiv von lat. cappa (Mantel)) auf sakrale Gegenstände und Gebäude. Zunächst wurden so die Reliquien und Sakralgeräte der fränkischen Hausmeier bezeichnet, dann weitete sich im 8. und 9. Jahrhundert die Bedeutung auf die Sakralräume des Hofes und die Kirchen aus, die im Eigentum weltlicher oder geistlicher Grundherren standen.
Seit etwa dem Jahr 800 werden so auch die an der Durchführung der Hofgottesdienste beteiligten Personen zumeist geistlichen Stands bezeichnet, die sogenannten capellani, deren Aufgabe zum Teil auch im sängerischen Bereich lag. Mit der Entwicklung der mehrstimmigen Vokalmusik vor allem in Frankreich wurde der Begriff ab dem 14. Jahrhundert auf die im Hofgottesdienst immer wichtiger werdenden Sänger übertragen; zuerst ist der Begriff in dieser Bedeutung 1335 für die aus Franzosen bestehende Sängergruppe des Papstes Benedikt XII. in Avignon nachgewiesen.
Seit der Renaissance verschiebt sich der Begriff ausgehend von Italien immer mehr auch auf Instrumentalmusiker; zunächst werden als cappella Ensembles von Sängern und Instrumentalmusikern bezeichnet, wobei hier zunächst noch die Kirchenmusik im Vordergrund steht. Später, etwa ab dem 17. Jahrhundert, werden auch reine Instrumentalensembles als Capelle bezeichnet, insbesondere die höfischen Musikkollegien, die sowohl für kirchenmusikalische als auch für weltliche Aufführungen wie z. B. Tafelmusik dienten (Hofkapellen). Seit der zweiten Hälfte des 18. Jahrhunderts betonen die Begriffe Capelle und davon abgeleitet Capellmeister insbesondere die Professionalität der Musiker und den Charakter des Dargebotenen als Kunst.

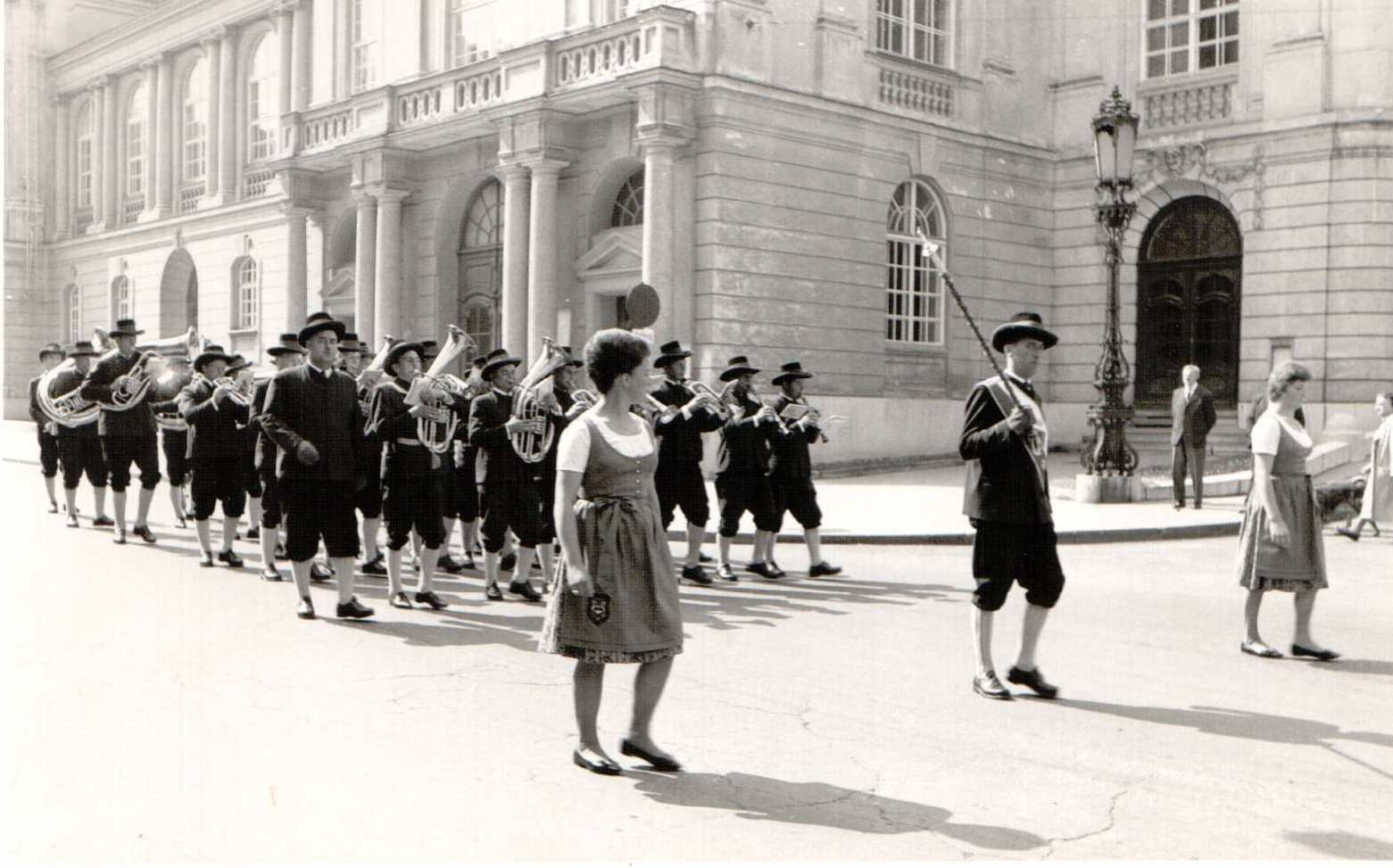
Grenzlandtrachtenkapelle Mureck 1964 in Graz beim Spielen von Marschmusik

Seit dem 19. Jahrhundert wird der Begriff im deutschsprachigen Raum allgemein für die Musiker eines Orchesters gebraucht (vgl. heute den Begriff Staatskapelle), gleichzeitig erfolgte aber auch eine gewisse Abwertung; heute ist oft ein kleineres Musikensemble gemeint, z. B. für Marsch-, Tanz- und Unterhaltungsmusik wie z. B. Ländler- oder Blaskapelle.